# Médaille d'honneur de l'administration pénitentiaire
La médaille d'honneur de l'administration pénitentiaire, anciennement médaille pénitentiaire puis médaille d'honneur pénitentiaire, est une décoration civile française créée le 6 juillet 1869 afin de récompenser les services honorables rendus à l'administration pénitentiaire.

## Historique
En 1869 est instaurée, à l'initiative du ministre de l'Intérieur Adolphe de Forcade Laroquette, une « médaille d'honneur » à destination des seuls gardiens de prison. L’attribution de cette médaille a pour objectif de récompenser « un acte de courage exceptionnel ». Elle peut s’accompagner du versement d’une prime annuelle. Dans la pratique, cette médaille d’honneur vient récompenser, autant qu’un « acte de courage exceptionnel », de longs et loyaux services, accomplis non seulement par les gardiens (surveillants dès 1911) mais par l’ensemble des agents pénitentiaires. 
Sous la IIIe République, le décret du 6 juillet 1869 institue la médaille pénitentiaire. Le décret est signé du président de la République Félix Faure, sur proposition du ministre de l'Intérieur Louis Barthou qui déclare (extraits) : « le personnel administratif pénitentiaire, qui comprend plus de 5 000 agents obligés à une vigilance constante de jour et de nuit, trop souvent victimes de leur devoir et de leur dévouement, me paraît mériter. » Les conditions d’attribution de la médaille sont actualisées par un décret du 31 décembre 2003.
Par administration pénitentiaire, il faut alors comprendre l’ensemble des services dépendant du ministère de la Justice chargés de l’administration et du contrôle des prisons, de la garde et de l’entretien des détenus et de l'assistance post-pénale. Ce personnel spécialisé regroupe le personnel de direction, le personnel de surveillance, le personnel d'insertion et de probation, le personnel administratif, le personnel technique et les autres (dont les aumôniers). 
Il exista aussi, par décret du 27 octobre 1898, une médaille d’honneur pénitentiaire coloniale décernée par le ministère des Colonies aux surveillants des établissements pénitentiaires coloniaux.

## Bénéficiaires
La médaille d'honneur de l'administration pénitentiaire est décernée pour récompenser les services honorables rendus à l'administration pénitentiaire.
Outre la lettre de félicitations et la mention honorable, il existe trois degrés de récompense :
- bronze ;
- argent ;
- or.

## Conditions d'attribution
Depuis sa création, en 1869, la médaille est décernée par le ministère de l'Intérieur puis par le ministère de la Justice. En effet, il faut attendre le 13 mars 1911 pour que l’administration pénitentiaire anciennement attachée au ministère de l’Intérieur soit  transférée par décret au ministère de la Justice.
L'administration ne change plus de tutelle sauf sous le régime de Vichy, rattachée un temps au secrétariat d'État de l'Intérieur (septembre 1943-septembre 1944). 
Actuellement, l'attribution de cette médaille est régie par le décret no 2003-1396 du 31 décembre 2003.
Le contingent annuel prévu par l'arrêté du 26 janvier 2004 relatif aux modalités d'attribution de la médaille d'honneur de l'administration pénitentiaire est fixé comme suit : 250 médailles en bronze ; 100 médailles en argent et 50 médailles en or.
Au regard du contingent alloué, cette décoration ne peut être décernée à tous les membres du personnel ayant des services irréprochables (au 1er janvier 2018, l'administration pénitentiaire comptabilisait 40 738 fonctionnaires, tous corps confondus).

### Procédure
La médaille d'honneur de l'administration pénitentiaire est conférée par arrêté du garde des Sceaux, ministre de la Justice, sur proposition du directeur de l'Administration pénitentiaire et après avis du comité de la médaille d'honneur de l'administration pénitentiaire comprenant :
- le directeur de l'Administration pénitentiaire ou, en cas d'empêchement, le chef de service, adjoint au directeur, ou un sous-directeur à la direction de l'administration pénitentiaire, qui le préside ;
- deux inspecteurs des services pénitentiaires ;
- quatre magistrats ou fonctionnaires de catégorie A en fonctions dans les services de la direction de l'administration pénitentiaire.

### Conditions générales
L'échelon bronze peut être conféré aux agents des services déconcentrés de l'administration pénitentiaire justifiant de quinze années de services publics dont dix au moins accomplis dans l'administration pénitentiaire. Les titulaires de l'ancienne médaille pénitentiaire sont réputés titulaires de l'échelon bronze de la médaille d'honneur de l'administration pénitentiaire.
L'échelon argent peut être conféré aux titulaires de l'échelon bronze, après cinq années de services publics supplémentaires. Cette durée est réduite à deux années pour les agents des services déconcentrés de l'administration pénitentiaire titulaires de l'ancienne médaille pénitentiaire.
L'échelon or peut être conféré aux titulaires de l'échelon argent, après cinq années de services supplémentaires.

### Conditions particulières
Les services exceptionnels rendus à l'administration pénitentiaire peuvent dispenser des conditions de durée de services prévues précédemment.
La médaille d'honneur de l'administration pénitentiaire peut être conférée directement, sans condition d'ancienneté et hors contingent, aux personnels tués ou blessés dans l'exercice de leurs fonctions.
La médaille d'honneur de l'administration pénitentiaire peut être conférée, sans condition d'ancienneté, aux personnes extérieures à cette administration qui ont rendu des services exceptionnels ou accompli un acte de dévouement ou de courage dans le domaine de l'administration pénitentiaire.
La durée des services exigés précédemment peut, dans la limite maximale de trois ans, être réduite de six mois par témoignage officiel de satisfaction.

## Médaille
La médaille d'honneur de l'administration pénitentiaire est dessinée par le médailleur Oscar Roty (1846-1911).
- Ruban : C'est un ruban d'une largeur totale de 35 mm, de couleur verte, portant des chevrons amarante de 2 mm de large espacés de 7 mm. Le ruban est assorti d'une rosette de mêmes couleurs de 15 mm de diamètre pour la médaille d'argent et de 25 mm de diamètre pour la médaille d'or.
- Médaille : La médaille est ronde de 27 mm de diamètre.
- Avers : un profil de la République entouré de l'inscription "RÉPUBLIQUE FRANÇAISE".
- Revers : au pourtour, les mots : "Administration pénitentiaire" entourant l'inscription : "Honneur et discipline" surmontant le cartouche.
- Barrette : Il n'y a pas de barrette, le port du ruban en tenue de ville est donc autorisé aux agents titulaires de la médaille.

| Bronze | Argent | Or |
| ------ | ------ | -- |
|        |        |    |
|        |        |    |

### Sources
- Site légifrance, Décret no 2003-1396 du 31 décembre 2003 relatif à l'attribution de la médaille d'honneur de l'administration pénitentiaire
- Site amateur de décorations officielles